# Die Dachkammer
Die Dachkammer (Originaltitel: Mansarda) ist ein Roman von Danilo Kiš. Er erschien erstmals 1962 im Kosmos-Verlag in Belgrad.

## Inhalt
Der Roman beginnt mit einem Vorwort von Alexander Blok und besteht aus elf Kapiteln, diese sind im Folgenden:

### Eurydike
Die Protagonisten des Romans, Orpheus und Igor, genannt Bock-Allwissend, entdecken einen angefahrenen Hund im Straßengraben. Dieser trägt ein Halsband mit der Aufschrift Larron. Crimen amoris. Aus dem Halsband lässt sich Orpheus beim Goldschmied einen Ring machen. Bei einem Treffen mit seiner Freundin überlegt er sich einen Fragenkatalog, hauptsächlich bestehend aus sexuellen, philosophischen und literarischen Fragen. Er erklärt, dass er mit seinem Freund Bock-Allwissend Sterne beobachtet habe und diesen Namen gegeben habe. Den Stern, den die beiden Hunger getauft hatten, benannten sie in Eurydike um.

### Die Dachkammer I
Es wird nun die Dachkammer beschrieben, in der Orpheus und Igor leben. Dort sind eine Menge lateinischer Sprichwörter in die Wand geritzt, unter anderem Plenus venter non studet libenter oder Credo quia absurdum. Unter einer Glasglocke werden Bücher aufbewahrt, darunter Spinozas Ethik oder Stendhals Buch Über die Liebe. Igor hält Orpheus vor, einen Roman im Stile von Daphnis und Chloe schreiben zu wollen.

### Die Reise oder das Gespräch
Obwohl Orpheus sich immer noch in der Dachkammer befindet, schreibt er einen Liebesbrief aus einer fiktiven Bucht der Delphine, einem sehr exotischen Ort. Orpheus erzählt, dass dort der Verliebte bei Mondschein im Angesicht seiner Angebeteten Suizid begehe und sein Herz den Delphinen zum Fraß vorwerfe. In einer Diskussion über die Meta-Ebene sagt Orpheus Igor, dass der Sinn des Schreibens der Ich-Verlust sei.

### Die Rückkehr
Orpheus bringt von seiner Reise in die Bucht der Delphine einige exotische Andenken mit und unterhält sich mit einem Prince Carnaval auf Französisch.

### Die Laute oder die große Revue
Igor erinnert Orpheus daran, dass er sich nicht in den Traum zu Eurydike flüchten kann. Auch erwidert Orpheus, dass seine Laute eine Laute sei und kein Symbol. Schließlich gehen beide in eine Modenschau.

### Walpurgisnacht oder Anfang des Vergessens
Orpheus und Igor unternehmen einen Bordellbesuch, von dem sie tags darauf verkatert aufwachen.

### Zu den zwei Desperados
Orpheus und Igor begeben sich in die Kneipe Zu den zwei Desperados. Dort studieren sie die Besucher und die Speisekarte. Orpheus erklärt Igor, dass er Eurydike als sein Ideal sehe.

### Die Insel oder das Tagebuch
Orpheus hütet Kühe auf einer Insel namens Das Eiland. Er führt Tagebuch über seine Arbeit und seine Erkundungen auf der Insel.

### Die Dachkammer II
Es wird verraten, dass Orpheus in Wirklichkeit den Roman Die Dachkammer schreibt, der ein selbstreferentielles Werk ist und genauso wie der Anfang des Romans beginnt.

### Die Dachkammer III
Es erscheint ein Gedicht in indonesischer Sprache und eine Liste der Bewohner des Hauses, in der sich die beschriebene Dachkammer befindet.

### Sonntag, sonniger Tag
Der Autor des Buches, von dem unklar ist, ob es sich um den fiktiven Orpheus oder um Danilo Kiš handelt, erklärt seinen Nachbarn, dass er in der Nacht das Buch Die Dachkammer zu Ende geschrieben habe. Als diese ihm erklären, er könne doch auch bei Tage schreiben, zitiert er nur folgendes Gedicht: "Niemals wirst du mit mir / das Morgenrot erblicken."

## Kritik
„die spielerisch-ironisch umkreiste Genese eines jungen Provinzlers, der in einer Dachkammer in Belgrad zu sich selbst kommt und Schriftsteller wird.“